# Sluizen en stuwen in Friesland
Sluizen en stuwen in Friesland geeft een overzicht van de sluizen en stuwen in de provincie Friesland. Deze type bouwwerken zijn, net zoals de gemalen in Friesland, belangrijk voor het peil op de Friese boezem en de scheepvaart.

## Architectuur
Er komen verschillende typen sluizen voor:
- Spuisluis - andere benamingen voor dit type sluis zijn:
  - Uitwateringssluis, de grote uitwateringssluizen zijn de Lauwerssluizen en de Lorentzsluizen (Afsluitdijk)
  - zijl, plaatsnamen die eindigen op zijl, zoals Dokkumer Nieuwe Zijlen en Ezumazijl
- Schutsluis - de grotere schutsluizen zijn te vinden in de plaatsen aan het IJsselmeer en Waddenzee. In de kanalen, zoals de Tjonger en Opsterlandse Compagnonsvaart (beide maken deel uit van de Turfroute), zijn de kleinere sluizen en stuwen te vinden. Sommige plaatsnamen, meestal buurtschappen, zijn ontstaan door toevoeging van het woord verlaat (= schutsluis) aan een plaatsnaam, zoals Hemrikerverlaat. Een verlaat bij de plaats Hemrik.

Ook komt het voor dat beide typen sluizen of een stuw naast elkaar liggen.

## Tabel sluizen en stuwen
| Plaats                 | Sluis                        | Sluistype             | Jaar             | Water                        | Afbeelding             |
| ---------------------- | ---------------------------- | --------------------- | ---------------- | ---------------------------- | ---------------------- |
| Appelscha              | Bovenstverlaat               | schutsluis            | 1896             | Opsterlandse Compagnonsvaart | Bovenstverlaat         |
| Appelscha              | Damsluis                     | schutsluis            | 1894             | Opsterlandse Compagnonsvaart | Damsluis               |
| Appelscha              | Stokersverlaat               | schutsluis            | 1890             | Opsterlandse Compagnonsvaart | Stokersverlaat         |
| Dokkumer Nieuwe Zijlen | Sluis Dokkumer Nieuwe Zijlen | spuisluis             | 1729             | Dokkumerdiep                 | Dokkumer Nieuwe Zijlen |
| Dokkumer Nieuwe Zijlen | Willem Lorésluis             | schutsluis            | 1969             | Dokkumerdiep                 |                        |
| Ezumazijl              | Sluis Ezumazijl              | schutsluis            | 1672             | Raskes                       |                        |
| Fochteloo              | Fochteloërverlaat            | schutsluis            | 1816 1895        | Opsterlandse Compagnonsvaart |                        |
| Getswerdersyl          | Getswerdersyl                | schutsluis            | 1841             | Sexbierumervaart             |                        |
| Gorredijk              | Sluis Gorredijk              | schutsluis            |                  | Opsterlandse Compagnonsvaart | Gorredijk              |
| Harlingen              | Grote Sluis                  | schutsluis            |                  | Harlingertrekvaart           |                        |
| Harlingen              | Kleine Sluis                 |                       |                  | Harlingervaart               |                        |
| Harlingen              | Tsjerk Hiddessluizen         | schutsluis            | 1951             | Van Harinxmakanaal           |                        |
| Heerenveen             | It Ketting                   | schutsluis            |                  |                              |                        |
| Hemrikerverlaat        | Hemrikerverlaat              | schutsluis            |                  | Opsterlandse Compagnonsvaart | Hemrikerverlaat        |
| Hindeloopen            | Sluis Hindeloopen            | schutsluis            |                  |                              | Sluis Hindeloopen      |
| Joure                  | Joustersluis                 | schutsluis            |                  | Noorder Oudeweg, Zijlroede   |                        |
| Jubbega                | Sluis II                     | schutsluis            | 1888             | Tjonger                      | Tjonger Sluis II       |
| Kornwerderzand         | Lorentzsluizen               | spuisluis, schutsluis | 1932             | IJsselmeer                   | Lorentzsluizen         |
| Lauwersoog             | R.J. Cleveringsluizen        | spuisluis             | 1970             | Lauwersmeer                  | Lauwerssluizen         |
| Lemmer                 | Lemstersluis                 | schutsluis            | 1888             |                              | Lemster sluis          |
| Lemmer                 | Prinses Margrietsluis        | schutsluis            | 1952             | Prinses Margrietkanaal       |                        |
| Lemmer                 | Riensluis                    | schutsluis            | 1957             | Lemsterrijn                  | Rien sluis             |
| Makkum                 | Sluis Makkum                 | schutsluis            | 1606, 1663, 1778 |                              | Sluis Makkum           |
| Munnekezijl            | Keersluis Munnekezijl        | keersluis             | 1882             | Lauwers                      |                        |
| Nieuwehorne            | Sluis I                      | schutsluis            | 1888             | Tjonger                      | Sluis Tjonger          |
| Nijetrijne             | Driewegsluis                 | schutsluis            | 1775, 1927       | Linde                        |                        |
| Nijetrijne             | Scheenesluis                 | schutsluis            | 1914             | Scheene                      | Scheenesluis           |
| Oosterwolde            | Nanningaverlaat              | schutsluis            | 1816             | Opsterlandse Compagnonsvaart | Nanningaverlaat        |
| Oosterwolde            | Sluis III                    | schutsluis            | 1888             | Tjonger                      | Tjonger Sluis III      |
| Oude Leije             | Anita Andriesensluis         | schutsluis            | 2011             | Leistervaart                 |                        |
| Roptazijl              | Ropta gemaal                 | spuisluis             | 1973             | Roptavaart                   | Ropta gemaal           |
| Stavoren               | Johan Frisosluis             | schutsluis            | 1966             | Johan Frisokanaal            | Johan Frisosluis       |
| Stavoren               | Sluis Stavoren               | schutsluis            | 1576, 1894       |                              | Sluis Stavoren         |
| Terhorne               | Terhornstersluis             | schutsluis            | 1951             | Prinses Margrietkanaal       |                        |
| Vosseburen             | Sluis Vosseburen             | schutsluis            |                  | Opsterlandse Compagnonsvaart | Sluis Vosseburen       |
| Wier                   | Schutsluis Wierstersyl       | schutsluis            | 2011             | Wierzijlsterrak              | Sluis Wierstersyl      |
| Workum                 | Sluis Workum                 | schutsluis            |                  | Diepe Dolte, Het Zool        | Sluis Workum           |
| Wijnjeterpverlaat      | Wijnjeterpverlaat            | schutsluis            |                  | Opsterlandse Compagnonsvaart |                        |

## Kaart
aquaducten ·
gemalen ·
kerkgebouwen ·
klokkenstoelen ·
sluizen en stuwen ·
stadhuizen ·
stationsgebouwen ·
stinsen ·
vuurtorens ·
waaggebouwen ·
watertorens ·
windmolens ·
windmotoren